# Chaumousey
Chaumousey ist eine französische Gemeinde mit 913 Einwohnern (Stand 1. Januar 2022) im Département Vosges in der Region Grand Est (bis 2015 Lothringen). Sie gehört zum Arrondissement Épinal und zum Kommunalverband Épinal.

## Geografie

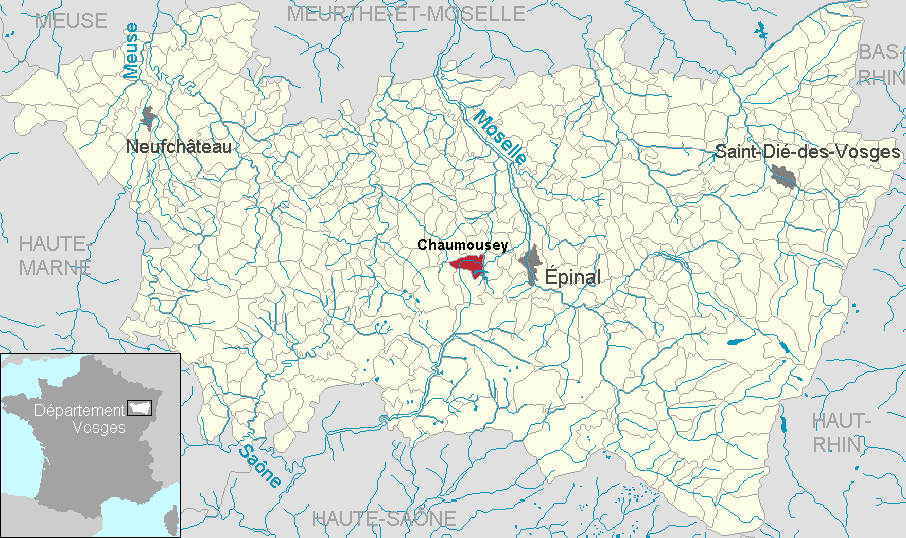
Lage der Gemeinde Chaumousey im Département Vosges

Die Gemeinde Chaumousey liegt zehn Kilometer westlich von Épinal auf einem Plateau, das die Einzugsgebiete der Flüsse Mosel, Madon (ein Moselnebenfluss) und Saône voneinander trennt. Der Canal des Vosges führt unmittelbar an der nördlichen Gemeindegrenze Chaumouseys vorbei, der vom Moseltal in Épinal kommend nach dem Anstieg über die Schleusentreppe von Golbey hier die Scheitelhaltung der europäischen Hauptwasserscheide erreicht, die vom nahen Reservoir de Bouzey gespeist wird.
Nachbargemeinden von Chamousey sind Darnieulles im Norden, Sanchey im Osten, Renauvoid im Südosten, Girancourt im Süden, Dommartin-aux-Bois im Westen sowie Gorhey im Nordwesten.

## Geschichte
1090 tauchte der Ort erstmals in einer Urkunde als Calmosiacum im Zusammenhang mit einer Abtei der Augustiner-Chorherren auf, deren Reste in der Zeit der französischen Revolution zerstört wurden. Für 1656 ist der Ortsname Chamoncey nachgewiesen, 1793 gab es noch die Schreibweise Chaumouzey.

### Bevölkerungsentwicklung
| Jahr      | 1962 | 1968 | 1975 | 1982 | 1990 | 1999 | 2006 | 2012 | 2021 |
| Einwohner | 312  | 327  | 411  | 590  | 756  | 784  | 858  | 878  | 903  |

Die Nähe zur Départements-Hauptstadt Épinal und zum Ausflugsgebiet rund um den Stausee von Bouzey zog ab den 1970er Jahren viele Städter nach Chaumousey. Im Jahr 1793 wurde mit 114 Bewohnern die bisher niedrigste Einwohnerzahl ermittelt. Die Zahlen basieren auf den Daten von cassini.ehess und INSEE.

## Sehenswürdigkeiten
- Kirche Mariä Geburt (Église de la Nativité Notre Dame) aus dem Jahr 1885

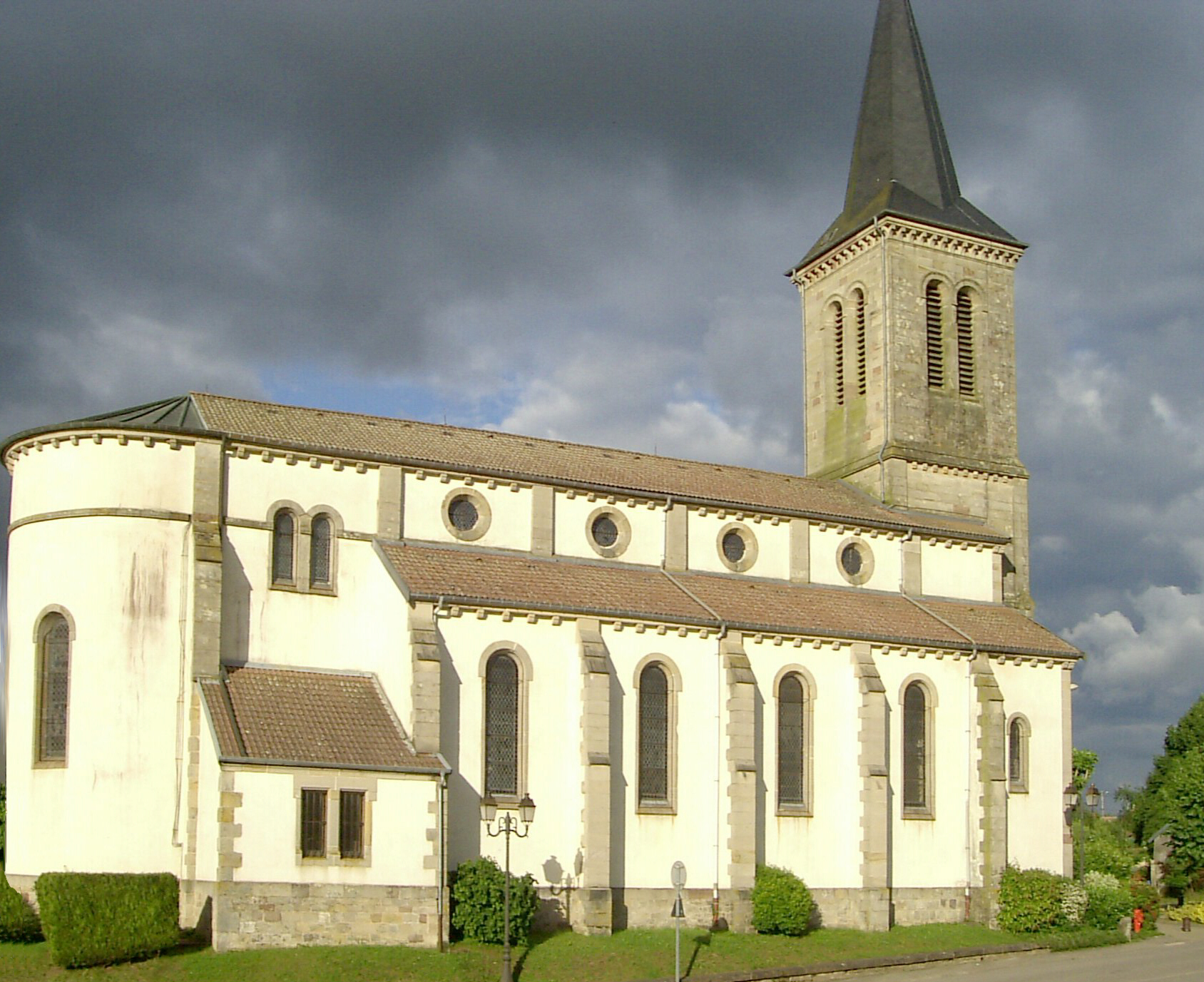
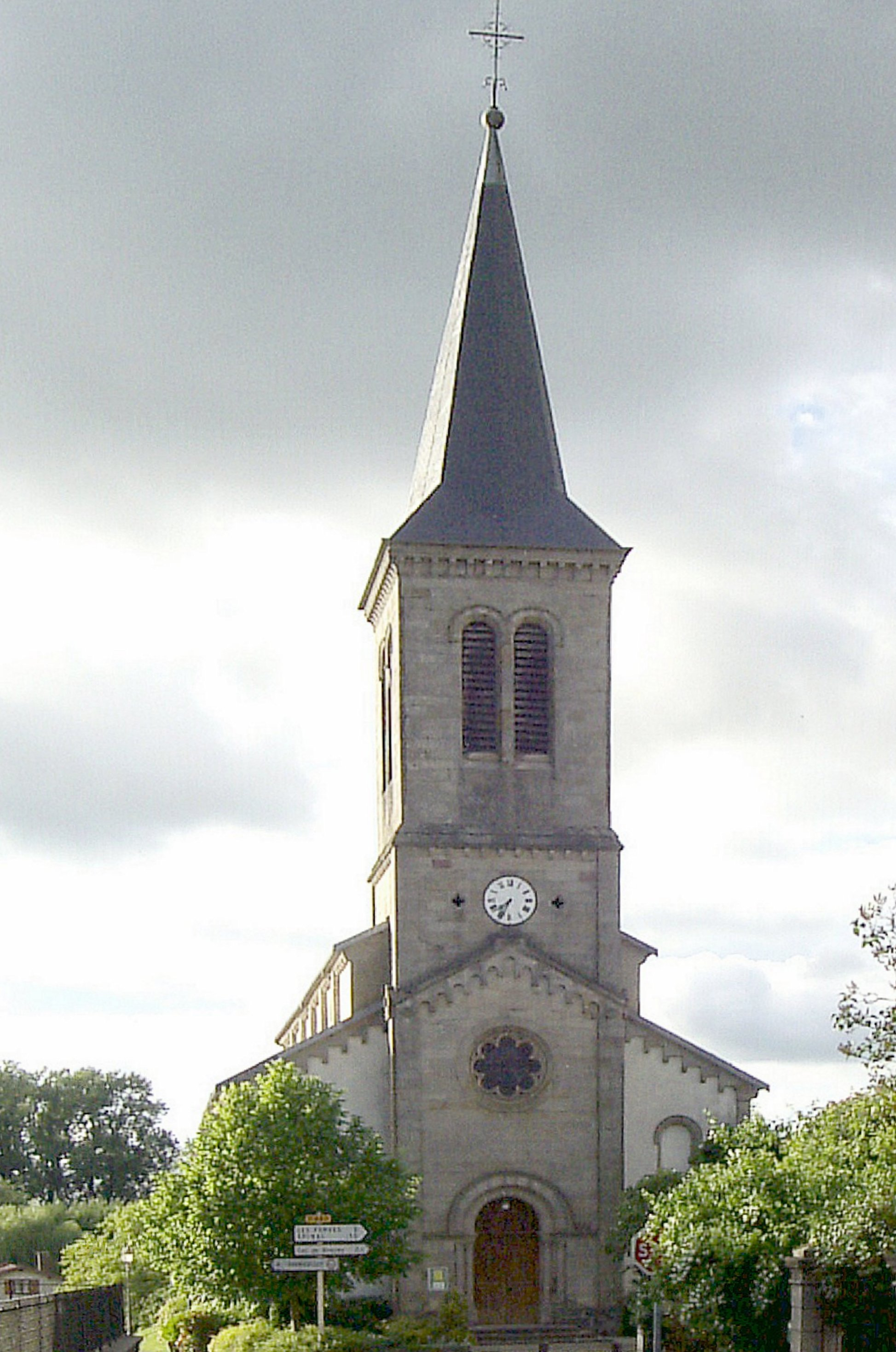

## Wirtschaft und Infrastruktur
Chaumousey ist Wohnort vieler Pendler in die nahe Stadt Épinal. Die Lage am Stausee von Bouzey brachte den Tourismus als wichtige Einnahmequelle (Campingplatz, Pensionen, Reiterhof), die Landwirtschaft spielt nur noch eine untergeordnete Rolle. In der Gemeinde sind sechs Landwirtschaftsbetriebe ansässig (Obstanbau, Milchwirtschaft, Viehzucht). Hervorzuheben wären die Streuobstwiesen um Chaumousey, speziell die Mirabellen der Sorte Nancy.
Épinal ist über die Fernstraße D 460 in östlicher Richtung erreichbar, nach Westen führt sie in die 28 Kilometer entfernte Kleinstadt Darney. Über die Nachbargemeinde Darnieulles besteht Anschluss an die zweispurige Schnellstraße Épinal-Vittel.

## Persönlichkeiten
- Antoine Jacques Claude Joseph, comte Boulay de la Meurthe (1761–1840), französischer Staatsmann und loyaler Anhänger Napoleons, in Chaumousey geboren
- Clementine Delait (1885–1939) "die Frau mit Bart"

## Belege
1. ↑  Ortsname auf cassini.ehess.fr
2. ↑  Chaumousey auf cassini.ehess
3. ↑  Chaumousey auf INSEE
4. ↑  Landwirtschaftsbetriebe auf annuaire-mairie.fr (französisch)